# Viola wiesbaurii
Viola wiesbaurii är en violväxtart som beskrevs av Sabransky. Viola wiesbaurii ingår i släktet violer, och familjen violväxter. Inga underarter finns listade i Catalogue of Life.